# Fuente del Rey (Priego de Córdoba)
La fuente del Rey es una fuente de estilo barroco construida en Priego de Córdoba (Córdoba, España) por Remigio del Mármol en 1803 y declarada Bien de Interés Cultural desde 1985. 
El portal Ruta Cultural la consideró una de las diez fuentes más bellas que hay que visitar en España.

## Etimología
Su denominación deriva del campamento que el rey Alfonso XI procuró en el lugar en 1341, dando lugar a la definitiva conquista castellana de la ciudad a los musulmanes.

## Historia

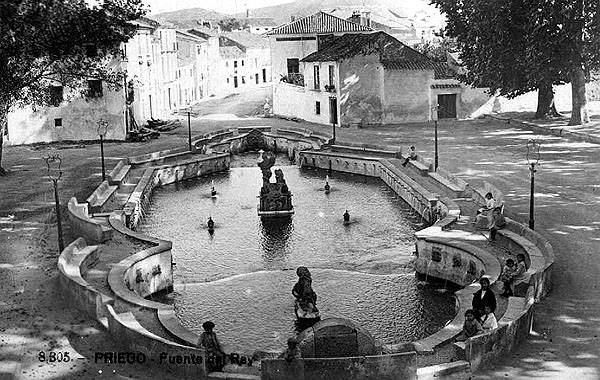
La fuente en 1940

La fuente del Rey está abastecida por la fuente de la Salud, construcción monumental realizada en el siglo XVI, llamada así por la talla de la Virgen de la Salud que aparece en el centro de la construcción de muro almohadillado.
Tras sufrir distintas alteraciones desde el siglo XVI para tratar de aprovechar más eficientemente las aguas que manan de un manantial, no fue hasta junio de 1802 cuando se le concedió la licencia por parte del Consejo de Castilla. El Ayuntamiento de Priego encomendó la obra al alcalaíno Remigio del Mármol, quien terminó las obras un año después.
Entre 2017-19 se acometieron una serie de obras de restauración en el complejo monumental a cargo del restaurador prieguense Manuel Jiménez Pedrajas subvencionado por la Diputación de Córdoba.

## Arquitectura
Está compuesta por 139 chorros, muchos de ellos con mascarones de piedra de rostros fantasmagóricos, y tres estanques situados a distinto nivel y forma alargada en la que predominan contornos curvos y que está bordeada de asientos en su totalidad. En el primer estanque se encuentra una escultura con un león y una serpiente luchando, obra atribuida al escultor neoclásico José Álvarez Cubero. En el segundo estanque, realizado por Remigio del Mármol, la figura central es la escultura de Neptuno y Anfítrite, que cabalgan sobre un carro tirado por caballos que salen del agua. El agua cae desde el segundo al tercer estanque por medio de una cascada, y acaba saliendo por el mascarón del Clero.